# Ideoroncidae
Ideoroncidae es una familia de pseudoscorpiones distribuidos por África subsahariana, América y Asia.

## Géneros
Según Pseudoscorpions of the World 1.2:
- Afroroncus Mahnert, 1981
- Albiorix Chamberlin, 1930
- Dhanus Chamberlin, 1930
- Ideoroncus Balzan, 1887
- Nannoroncus Beier, 1955
- Negroroncus Beier, 1931
- Nhatrangia Redikorzev, 1938
- Pseudalbiorix Harvey, Barba, Muchmore &  Pérez, 2007
- Shravana Chamberlin, 1930
- Typhloroncus Muchmore, 1979
- Xorilbia Harvey & Mahnert, 2006